# Ульссон, Симон
Симон У́льссон (швед. Simon Olsson; род. 14 сентября 1997, Линчёпинг, Эстергётланд) — шведский футболист, полузащитник клуба «Эльфсборг» и сборной Швеции.

## Клубная карьера
Ульссон является воспитанником «Эльфсборга». Принимал участие в матчах Юношеской Лиги УЕФА 2015/2016, где пробрался через путь национальных чемпионов, но проиграл «Реалу» в стыковом матче. В сезоне 2016 года стал подпускаться к тренировкам с основным составом. 18 сентября 2016 года дебютировал в шведском чемпионате в поединке против «Фалькенберга», выйдя на поле в стартовом составе и будучи заменённым на 64-й минуте Томасом Бендиксеном.
2 августа 2022 года перешёл в нидерландский «Херенвен», подписав с клубом четырёхлетний контракт.
В январе 2025 года вернулся в «Эльфсборг», подписав четырёхлетний контракт.